# Фазылтепа

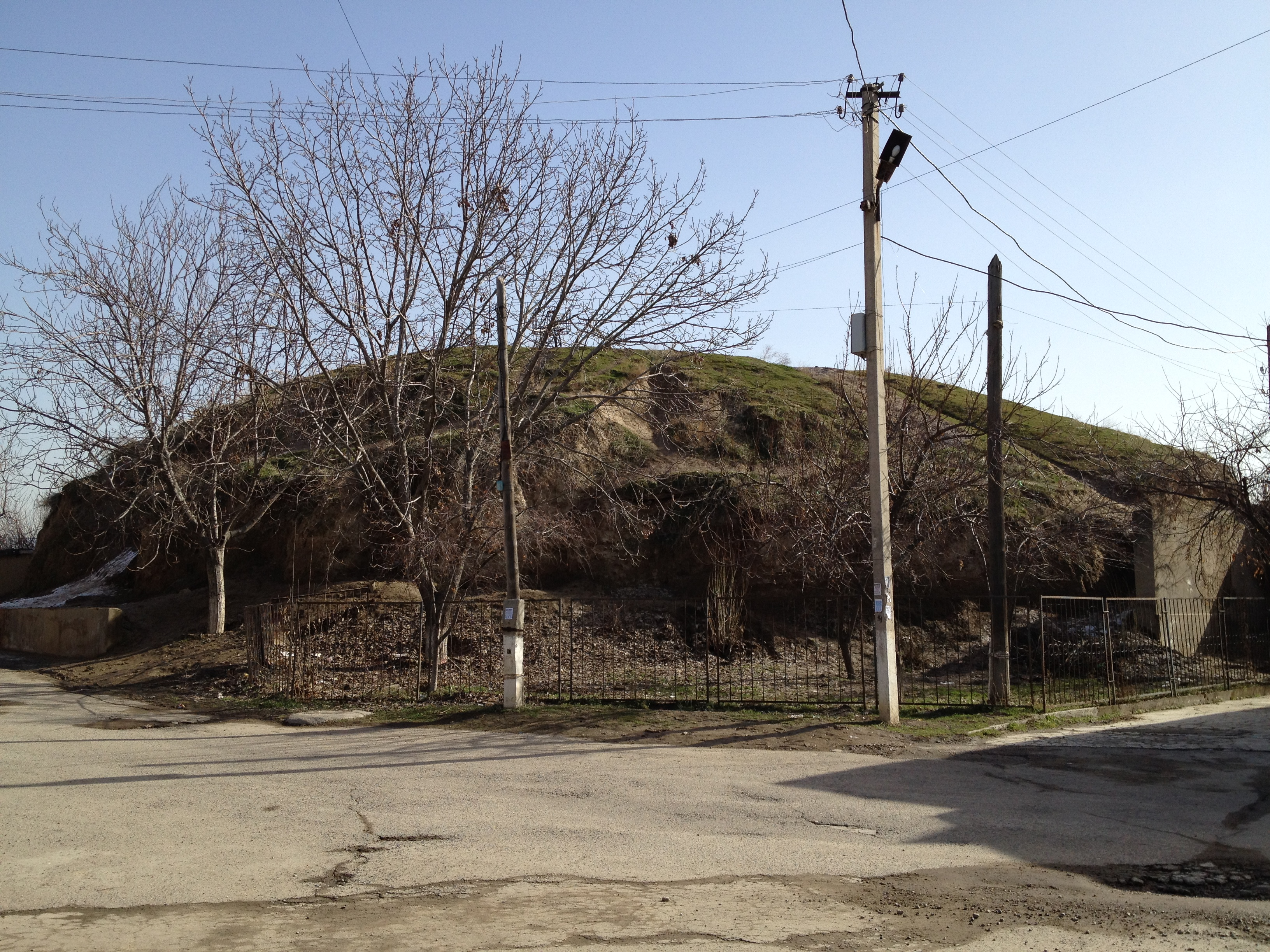
Общий вид Фазылтепа с северо-западной стороны

Фазылтепа́ (узб. Foziltepa, Фозилетпа) или Канглы́-курга́н — городище на западной окраине Ташкента, археологический памятник IV—VIII и X—XII века. 

## Описание
Городище Фазылтепа расположено на западной окраине Ташкента. Оно возникло на территории, орошаемой Иззасаем. В современном состоянии руины представляют собой холм высотой около 20 м с очень крутыми, подрытыми по всему периметру склонами.
Фазылтепа следует считать поселением из округи столицы Шаша (Мадина-аш-Шаш). Первоначальное селение сложилось здесь в IV—VI веках нашей эры и было неукреплённым. В VII—VIII веках на его месте возник комплекс крепостного типа. После арабского завоевания населённый пункт обращается в руины, но в X—XII веках вновь происходило его некоторое обживание.
В 1968 году городище было изучено Ташкентской археологической экспедицией во главе с М. И. Филанович.